# Alex Cullen (periodista)
Alex Cullen (nacido el 28 de noviembre de 1980) es un periodista y presentador de televisión australiano. Cullen es actualmente el presentador de deportes del programa matutino Today de Nine Network.

## Primeros años
Cullen nació en Dubbo, Nueva Gales del Sur , y creció en una granja en Coonamble. Asistió a la Escuela Secundaria Coonamble, y luego al Colegio Saint Ignatius' en Riverview, antes de completar una licenciatura en periodismo en la Universidad Charles Sturt. 

## Carrera
A principios de 2003, Cullen comenzó a trabajar como reportero para Prime News en Wagga Wagga. Luego se trasladó a Australia Occidental, convirtiéndose en reportero para Golden West News en Kalgoorlie y luego en Bunbury, donde también se desempeñó como presentador de deportes de GWN7. Luego comenzó a trabajar para Seven News en Perth en 2006 como reportero general, antes de unirse a Sunrise en 2007. Seis meses después, Cullen regresó a la pantalla como reportero general para Seven News.
Cullen fue nombrado presentador de deportes de fin de semana a fines de 2007, antes de convertirse en presentador de deportes de lunes a viernes en enero de 2009, después de que Matt White dejara el puesto para presentar Today Tonight.
Además de trabajar con Seven Network, Cullen ha trabajado para ABC Local Radio, 2BS, B-Rock FM y 2GB.
En abril de 2010, Cullen fue ascendido a reportero del programa de asuntos públicos de los domingos de Seven, Sunday Night, con Tony Squires reemplazándolo como presentador de deportes de lunes a viernes en Seven News Sydney.
En noviembre de 2019, se anunció que Cullen se uniría a Nine Network después de que Seven Network cancelara Sunday Night. Más tarde se anunció que Alex se uniría a Nine Network y cubriría en Today durante el período de verano.
En diciembre de 2019, Nine Network anunció que Cullen se uniría a Today como presentador de deportes a partir de enero de 2020, reemplazando a Tony Jones.
En marzo de 2020, Cullen reemplazó a Tracy Vo como presentador de noticias, ya que Vo regresó a Perth debido a la pandemia de COVID-19.
En enero de 2023, Brooke Boney reemplazó a Cullen como presentadora de noticias en Today, centrándose en noticias y entretenimiento, mientras Alex se enfoca en deportes.

## Vida personal
En febrero de 2021, Cullen anunció que su esposa Bonnie espera su tercer hijo en agosto. Tuvieron un hijo nacido el 16 de agosto. Cullen es embajador de la Fundación Charlie Teo.